# ژان ان. دسترهان
ژان ان. دسترهان (به انگلیسی: Jean Noel Destréhan) سناتور سابق عضو حزب دموکرات-جمهوری‌خواه بود. وی در سال ۱۸۱۲ میلادی سناتور ایالت لوئیزیانا در سنای ایالات متحده آمریکا بود.